# Ixtlahuac, Huazalingo
Ixtlahuac är en ort i Mexiko.   Den ligger i kommunen Huazalingo och delstaten Hidalgo, i den sydöstra delen av landet, 180 km norr om huvudstaden Mexico City. Ixtlahuac ligger 359 meter över havet och antalet invånare är 376.
Terrängen runt Ixtlahuac är kuperad åt sydost, men åt nordväst är den bergig. Ixtlahuac ligger nere i en dal. Runt Ixtlahuac är det ganska tätbefolkat, med 129 invånare per kvadratkilometer. Närmaste större samhälle är Tlanchinol, 17,6 km väster om Ixtlahuac. I omgivningarna runt Ixtlahuac växer huvudsakligen savannskog.